# Џигоро Кано
Тихи океан
Џигоро Кано (јап. 嘉納 治五郎; Микаге, 28. октобар 1860 — Тихи океан, 4. мај 1938) је био оснивач џуда. Џудо је прва Јапанска борилачка вештина која је званично постала Олимпијски спорт.

## Детињство и рана младост
Рођен је у граду Микаге 28. октобра 1860 у Јапану. Када му је мајка умрла, имао је само 9 година. После тог догађаја његов отац је преселио у породицу у Токио. Његов отац, Кано Јиросаку га убрзо након тога уписује у приватну школу који воде Европљани са циљем да побољша Џигоров енглески и немачки језик. Због очевог снажног убеђења да је добро образовање веома битна ствар Џигоро стиче образованње у најбољим приватним школама у Токиу.
Кано је био низак растом и 1,57 m и тежио је свега 45 килограма. Његова жеља да буде снажан је била све приментија како је време одмицало. У једном тренутки породични пријатељ Накаи Баисеи, који је био члан шогунове страже споменуо је Џу Џитсу као сјајан начин за формирање снажног тела и духа. Накаи је након тога младом Џигору показао неколико техника уз помоћ којих "мали" може лако да савлада "великог" и снажнијег човека. Након овога Џигоро је почео да изучава Џу Џитсу иако су га Баисеи и његов отац одвраћали од тога, са образложењем да је Џу Џитсу застарела и поприлици опасна вештина за почетника. Због његовог изгледа, многи учитељи га нису схватали као озбиљног ученика. Са 18 година је почео да студира књижевност и наставио је са борилачким вештинама. Годину дана касније Кано почиње да тренира код Иса Масатомо-а. Кано је добро напредовао и у 21. години је добио звање shihan-а.

## Оснивање Кодокан Џудо-а
Кано је имао идеју да изврши реформу џу џитсу-а као вештине, крајњи циљ је био да се реформом добије вештина која ће постати опште добре за младе и Јапану. Као млад био је свестан мана које је ова вештина поседовала. Самим тим је елиминисао потенцијално опасне технике које су неретко доводиле до озбиљних повреда а понекад и до смрти, из вештине којом се бавио.
Како би избегао лош глас на ком се Kito-ryu jiu-jitsu налазио на ум му је пало нешто више од реформе, и тако се родио Џудо.
Сам назив Џудо грубо се преводи као "нежни пут".
Убацио неколико својих потеза, и почео развој целог система форми у које је енкапсулирао есенцију нове вештине.
Кодокан институт је започео свој живот у будистичком храму на само 12 струњача, а неколико година касније 1911 Кано је имао преко 1000 ученика који су поседовали "Црни појас" и џудо је прихваћен као саставни део образовног система у Јапану.

## Смрт
Познате су две верзије његове смрти:
1. Боловао од пнеумококе.
2. Отрован.

## Џудо данас
Данас у свету има стотине хиљада људи који се баве џудоом, било професионално или аматерски. Борилачка вештина која је настала почетком 20. века, све је више и више популарна. 1964. Џудо је уврштен у Олимпијски програм као ревијални догађај. А осам година касније је додат на листу редовних спортова за мушкарце а тек око 20 година касније 1992 и за жене.